# Friedrich Wilhelm
Friedrich Karl Wilhelm (ur. 6 marca 1890, zm. 26 listopada 1948 w Landsberg am Lech) – niemiecki zbrodniarz nazistowski, członek załogi niemieckiego nazistowskiego obozu koncentracyjnego Buchenwald i SS-Untersturmführer.

## Życiorys
Członek SS, który w okresie od września 1939 do kwietnia 1945 należał do personelu sanitarnego obozu w Buchenwaldzie. Od stycznia 1941 do kwietnia 1945 Wilhelm kierował służbami sanitarnymi w szpitalu dla więźniów w obozie głównym. Jego głównym zadaniem było mordowanie niezdolnych do pracy i chorych więźniów za pomocą śmiertelnych zastrzyków. Był bezpośrednio odpowiedzialny za śmierć kilkuset więźniów. Wilhelm brał również udział w egzekucjach jeńców radzieckich w ramach Kommando 99.
Po wojnie został osądzony w procesie załogi Buchenwaldu (US vs. Josias Prince Zu Waldeck i inni) przez amerykański Trybunał Wojskowy w Dachau i skazany na karę śmierci przez powieszenie. Wilhelm został stracony w 26 listopada 1948 w więzieniu w Landsbergu.